# Ossokmanuan Reservoir
Das Ossokmanuan Reservoir ist ein Stausee in der kanadischen Provinz Neufundland und Labrador.

## Lage
Das Ossokmanuan Reservoir befindet sich im zentralen Osten der Labrador-Halbinsel. Der Stausee entstand durch die Errichtung mehrerer Deiche in den Jahren 1960–1963. Dabei wurden die Seen Ossokmanuan Lake (südöstlicher Teil des Stausees) und Gabbro Lake (nordwestlicher Teil des Stausees), die am Unterlauf des Atikonak River lagen, überflutet. Der Stausee erstreckt sich über eine Fläche von etwa 650 km². Bei Normalstau liegt der Wasserspiegel bei 477,3 m. Der Trans-Labrador Highway (Route 500) von Labrador City nach Happy Valley-Goose Bay überquert den Stausee an der Trennstelle der beiden ursprünglichen Seen.
Ursprünglich versorgte der Stausee das Twin-Falls-Wasserkraftwerk (⊙) mit Wasser, das über den Unknown River in den Churchill River floss. Dabei floss das Wasser über das Abflusskontrollbauwerk Ossokmanuan Control Structure (⊙) dem Kraftwerk zu. Später, nach der Fertigstellung des Wasserkraftwerks Churchill Falls und dem Smallwood Reservoir, stellte sich heraus, dass mit derselben Wassermenge wesentlich mehr Energie erzeugt werden kann, wenn es über das Smallwood Reservoir dem Churchill-Falls-Wasserkraftwerk zugeführt wird. Daraufhin wurde das Twin-Falls-Wasserkraftwerk stillgelegt. Nun fließt das Wasser über die Gabbro Control Structure (⊙) ab. Bei Hochwassereignissen besteht weiterhin die Möglichkeit, das Wasser über die Ossokmanuan Control Structure abzuleiten.